# Platyscapa indica
Platyscapa indica är en stekelart som beskrevs av Priyadarsanan och Abdurahiman 1997. Platyscapa indica ingår i släktet Platyscapa och familjen fikonsteklar. Inga underarter finns listade i Catalogue of Life.